# Línea 53 (Media Distancia)
La línea 53 de Media Distancia es un servicio Cercanías y Regional de ferrocarril convencional. Conocida popularmente como Madrid - Segovia, es una histórica y centenaria línea que entre las estaciones de Cercedilla y Guadalajara funciona como servicio Cercanías de Madrid de la línea C-8, estando integrada en el Consorcio Regional de Transportes de Madrid; y entre las estaciones de Cercedilla y Segovia funciona como servicio Regional cadenciado. Está explotada por Renfe.

## Recorrido

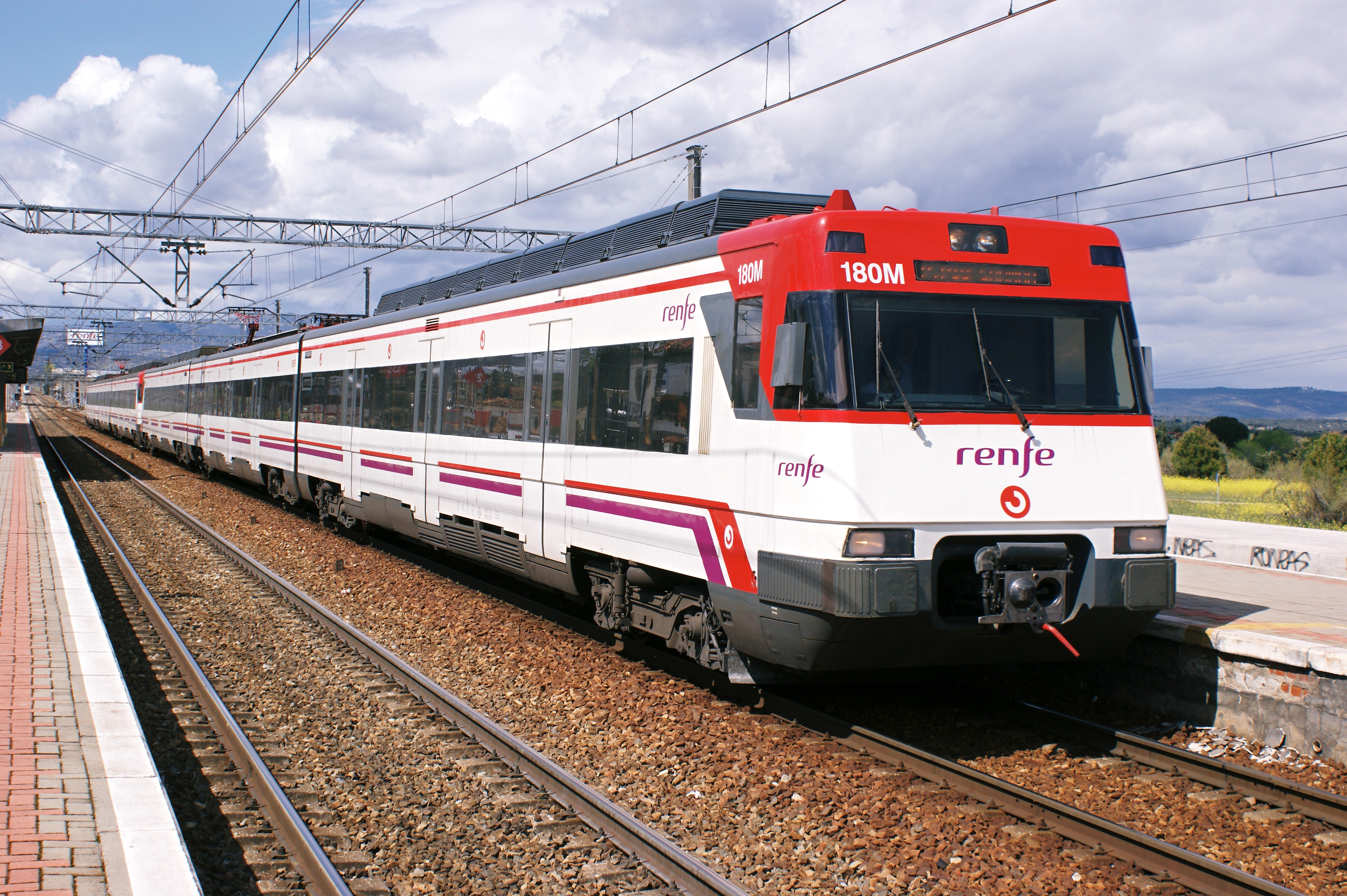
Ferrocarril de Cercanías Madrid utilizado en la línea.

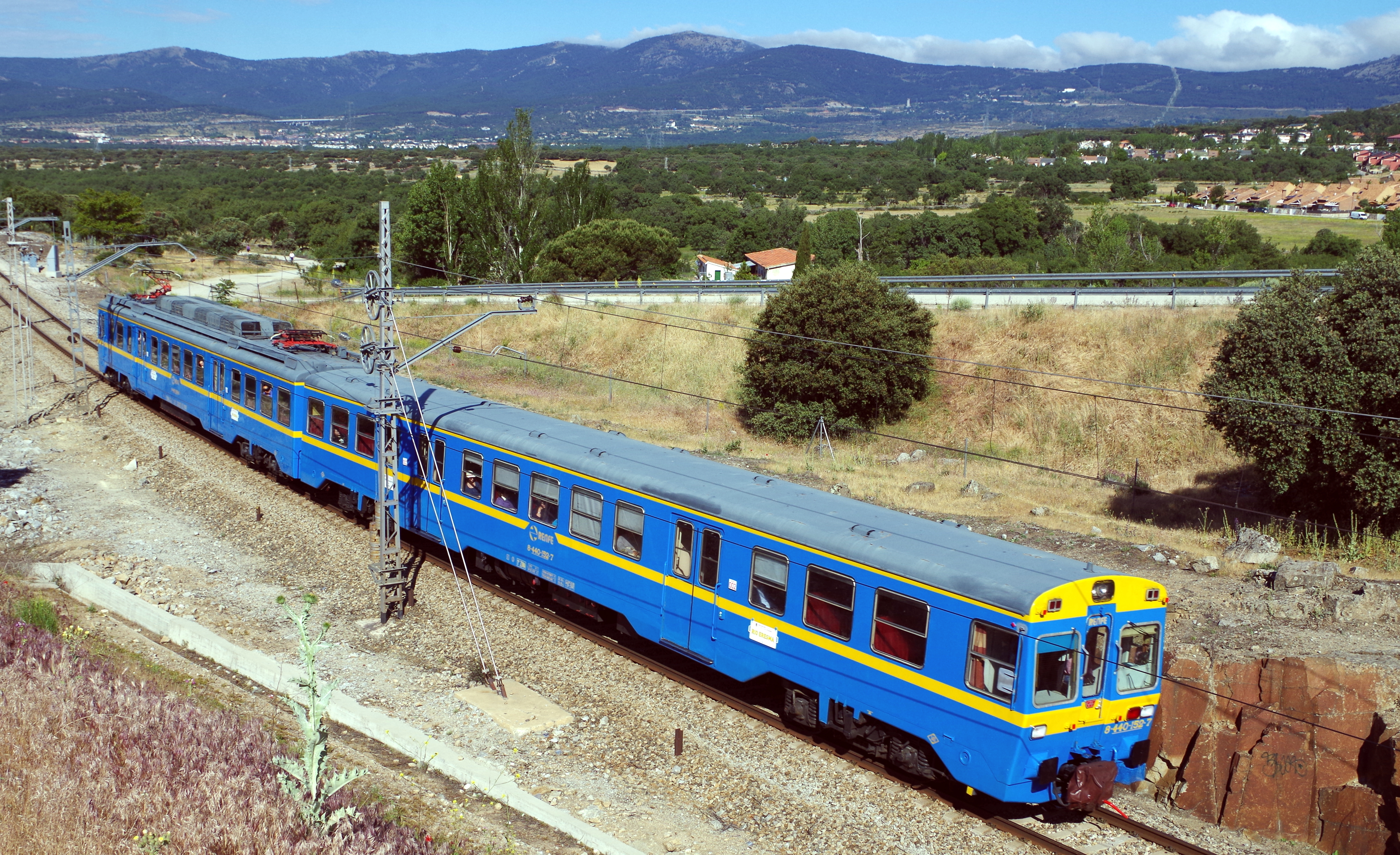
Unidad UT 440.096 ("la azulona") de la Asociación de Amigos del Ferrocarril de Madrid haciendo el recorrido del tren turístico histórico.

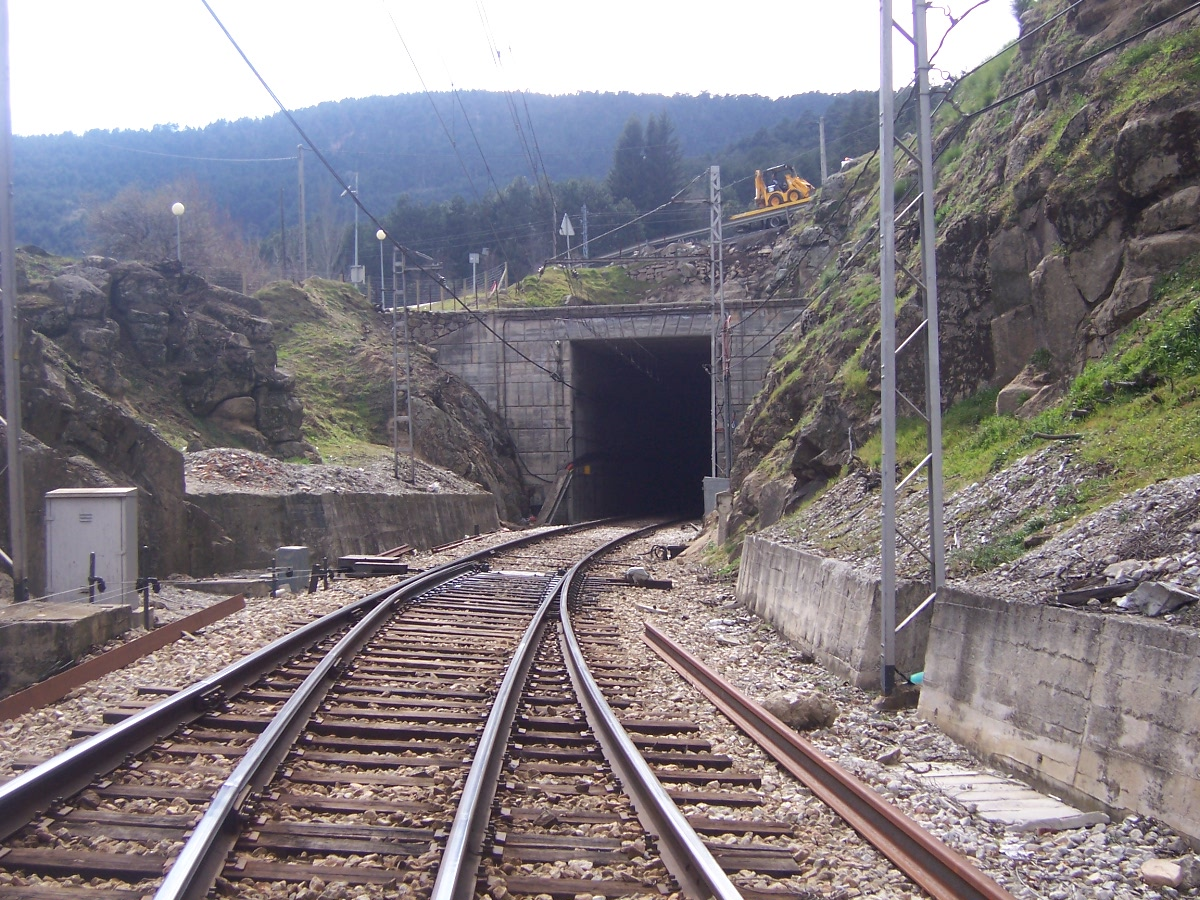
Boca sur del túnel de Tablada bajo el Alto del León.

La línea discurre desde Segovia por las faldas de la sierra de Guadarrama, prestando servicio a numerosas localidades serranas de la provincia de Segovia y de la comunidad de Madrid utilizando la línea férrea 110 de la red ferroviaria española que une Segovia con Villalba. A partir de Villalba el servicio continúa hasta Madrid por la línea 100 de ADIF que une Madrid con Hendaya. La línea 110 atraviesa el Sistema Central por la sierra de Guadarrama a través del túnel de Tablada (de 2380 metros de longitud), el cual comunica las comunidades autónomas de Castilla y León y Madrid bajo el Alto del León. Paralelamente y a escasos metros del túnel ferroviario transcurren los tres túneles de carretera de la AP-6.
La línea recorre en total 108 kilómetros entre Madrid-Atocha y Segovia, dando servicio a los municipios madrileños de Madrid, Las Rozas de Madrid, Torrelodones, La Navata, Collado Villalba, Alpedrete, Collado Mediano, Los Molinos, Cercedilla y Guadarrama; y a los municipios segovianos de El Espinar (con parada en las estaciones de Gudillos, San Rafael, El Espinar y Los Ángeles de San Rafael), Otero de Herreros, Ortigosa del Monte, La Losa, Navas de Riofrío y Segovia.

## Servicio
Tiene parada obligatoria en todas las estaciones y apeaderos excepto en las estaciones de Gudillos y Tablada, donde sólo paran ciertos servicios. En la comunidad de Madrid es la única línea de Cercanías con vía única (línea 110 de ADIF) junto a la línea C-9 (el Ferrocarril de Cotos, con el cual enlaza la línea en la estación de Cercedilla), desdoblándose a partir de la estación de Villalba dirección Madrid (línea 100 de ADIF).

### Recortes y propuestas para la revitalización de la línea
Desde el mes de mayo de 2013 la línea se ha visto afectada de lleno por el Plan de racionalización de los servicios ferroviarios de Media Distancia del Ministerio de Transportes, lo que ha provocado graves recortes en los servicios entre Cercedilla y Segovia, quedando éstos reducidos a 3 servicios diarios en cada sentido que se ven incrementados a 4 los viernes y a 5 los fines de semana y festivos. Además, Renfe ha obligado a realizar un transbordo en Cercedilla con una duración de entre 7 y 12 minutos, dejando como servicio directo sólo el primero del día hacia Segovia los fines de semana y festivos, y el último servicio hacia Madrid de lunes a viernes. Anteriormente todos los servicios eran de carácter directo. La duración total aproximada del trayecto entre Segovia y Madrid-Atocha es de un máximo de 2 horas, dependiendo del servicio.
Entre marzo de 2020 y septiembre de 2022 Renfe redujo provisionalmente aún más estos servicios debido al Estado de Alarma declarado por la Pandemia de COVID-19 en España, dejándose en sólo dos trenes diarios por sentido de vía, y mantuvo durante mucho tiempo el interrogante del momento en el que volvería a restablecer la totalidad de los servicios (posterioriores a mayo de 2013), ya que la empresa pública manifestó que las frecuencias se irían aumentando progresivamente conforme fuera aumentando la demanda de los viajeros, algo difícil de conseguir con tan solo dos servicios por sentido. Finalmente Renfe estableció en septiembre de 2022 la totalidad de los servicios anteriores a la pandemia tras las protestas ciudadanas y manifestaciones que se celebraron.
Los distintos ayuntamientos segovianos en los que presta servicio la línea han instado en diferentes ocasiones a Renfe, al Ministerio de Transportes, a la Junta de Castilla y León y a la comunidad de Madrid a que se lleven a cabo diversas medidas para revitalizar el tramo entre Segovia y Cercedilla, pidiendo su equiparación con las condiciones de las que goza la línea C-2 Madrid-Guadalajara. En concreto así lo han solicitado los ayuntamientos de El Espinar y Ortigosa del Monte en diciembre de 2016, y la Diputación Provincial de Segovia en enero de 2017. Para ello, en primer lugar se pide la extensión de la línea C-8 de Cercanías Madrid (que actualmente acaba en Cercedilla) hasta Segovia para integrar completamente así toda la línea en la red de Cercanías Madrid (a semejanza de la línea C-2 que discurre hasta Guadalajara); en segundo lugar se pide la integración de toda la línea en la zona tarifaria C2 del Consorcio Regional de Transportes de Madrid (en las que actualmente están integradas las estaciones guadalajareñas de Azuqueca de Henares y Guadalajara); en tercer lugar se pide la realización de ciertos servicios semidirectos tipo CIVIS en el recorrido entre Cercedilla y Madrid-Chamartín para abreviar el recorrido entre las localidades segovianas y Madrid; en cuarto lugar se pide la eliminación del obligatorio transbordo en Cercedilla impuesto en mayo de 2013 a una línea que con anterioridad realizaba el servicio con carácter directo; y en quinto lugar se pide el restablecimiento de los servicios recortados y eliminados en mayo de 2013. Las mismas peticiones también han sido realizadas por el ayuntamiento de Ávila y la Diputación Provincial de Ávila para la línea ferroviaria entre Madrid y Ávila.

### Tren turístico histórico
Desde el año 2012 discurre también por esta línea un servicio especial de turismo histórico denominado "Tren Sierra de Guadarrama, "Tren de la Nieve" o "Tren Río Eresma", siendo recorrida la vía por el histórico modelo UT 440.096 (conocido como "la azulona") entre las estaciones de Madrid-Chamartín y Segovia. Este servicio está organizado por la Asociación de Amigos del Ferrocarril de Madrid.

### El Tren de las Emociones
También desde el año 2011 la segoviana Asociación Cultural Plaza Mayor realiza anualmente en la línea un acto cultural denominado El tren de las emociones, el cual consistente en viajar recorriendo la línea desde Segovia hasta el apeadero de San Rafael o la estación de El Espinar ataviados con los ropajes que se utilizaban antiguamente en el ámbito ferroviario. Este acto reivindica la continuidad de la línea convencional Segovia - Madrid y también, en palabras de la Asociación, “recordar tiempos pasados en los que el tren servía como medio de transporte para unir pueblos y ciudades, y también como medio de convivencia a la hora de relacionarse con los demás”.

### Proyecto empresarial Prado del Hoyo
En 2021 la Federación Empresarial Segoviana (FES) anunció el proyecto para la construcción de una plataforma logística empresarial en la zona llamada Prado del Hoyo, al sur del polígono de Hontoria (Segovia), que utilizará la línea ferroviaria con transportes de mercancías a través de la construcción de un ramal que la conectará con un nuevo puerto seco ferroviario. Según datos del Ayuntamiento de Segovia, las licencias de construcción podrían otorgarse a principios de 2023.
En febrero de 2023 el ayuntamiento de Segovia firmó con las partes la renovación del proyecto empresarial para formular el proyecto de actuación, cuya redacción se consensuará con la asociación constituyendo una comisión técnica. El ayuntamiento de Segovia calcula que el coste de la construcción del ramal ferroviario y del puerto seco será de cinco millones de euros.

## Convenio de Transportes entre Madrid y Castilla y León
La línea 53 de Media Distancia Segovia - Madrid está incluida en el convenio de transportes firmado entre las comunidades autónomas de Castilla y León y Madrid. Gracias a este convenio el abono mensual de Renfe para esta línea tiene una reducción en el precio de en torno al 50% de su precio original, ya que es subvencionado por ambas comunidades autónomas. Gracias a ello se facilita la comunicación y la movilidad entre las diferentes localidades (a uno y otro lado del límite autonómico) por las que presta servicio el ferrocarril, incluida la capital provincial. Se busca así evitar que los habitantes de dichas localidades se vean obligados a emigrar a Madrid, intentando evitar la despoblación de la región. Esto se debe a que la práctica totalidad de las personas que utilizan el transporte con Madrid mediante el abono mensual lo hacen para trabajar y estudiar en la capital, yendo y viniendo en el mismo día. Un claro ejemplo de migración pendular.
Sin embargo, la modalidad vigente del convenio es ampliamente criticada por los segovianos y abulenses, quienes reclaman a la Junta de Castilla y León la firma de un nuevo convenio de transportes con Madrid de similar naturaleza al que tienen suscrito Madrid y Castilla-La Mancha. El objetivo es integrar las provincias de Segovia y Ávila en el Consorcio Regional de Transportes de Madrid, concretamente en la zona tarifaria C2 para el transporte ferroviario y en las zonas tarifarias E1 y E2 para el transporte por carretera (autobús), y acabar así con la diferenciación de tarifa en comparación con las provincias de Cuenca, Guadalajara y Toledo.

## Horarios
Los horarios que no sean cabecera son aproximados y salvo que se indique lo contrario, es necesario un transbordo en Cercedilla.
| Cercedilla > Segovia                                         | Cercedilla > Segovia | Cercedilla > Segovia | Cercedilla > Segovia | Cercedilla > Segovia | Cercedilla > Segovia | Cercedilla > Segovia | Cercedilla > Segovia | Cercedilla > Segovia | Cercedilla > Segovia      | Cercedilla > Segovia | Cercedilla > Segovia | Cercedilla > Segovia | Cercedilla > Segovia | Segovia > Cercedilla | Segovia > Cercedilla | Segovia > Cercedilla | Segovia > Cercedilla | Segovia > Cercedilla | Segovia > Cercedilla      | Segovia > Cercedilla | Segovia > Cercedilla | Segovia > Cercedilla | Segovia > Cercedilla | Segovia > Cercedilla | Segovia > Cercedilla | Segovia > Cercedilla | Segovia > Cercedilla |
| Tren                                                         | Guadalajara          | Atocha               | Cercedilla           | Cercedilla           | Tablada              | Gudillos             | San Rafael           | El Espinar           | Los Ángeles de San Rafael | Otero Herreros       | Ortigosa del Monte   | Navas de Riofrío     | Segovia              | Tren                 | Segovia              | Navas de Riofrío     | Ortigosa del Monte   | Otero Herreros       | Los Ángeles de San Rafael | El Espinar           | San Rafael           | Gudillos             | Tablada              | Cercedilla           | Cercedilla           | Atocha               | Guadalajara          |
| Tren                                                         | Guadalajara          | Atocha               | Llegada              | Salida               | Tablada              | Gudillos             | San Rafael           | El Espinar           | Los Ángeles de San Rafael | Otero Herreros       | Ortigosa del Monte   | Navas de Riofrío     | Segovia              | Tren                 | Segovia              | Navas de Riofrío     | Ortigosa del Monte   | Otero Herreros       | Los Ángeles de San Rafael | El Espinar           | San Rafael           | Gudillos             | Tablada              | Llegada              | Salida               | Atocha               | Guadalajara          |
| R 17121                                                      |                      |                      |                      | 06:48                | 06:55                | →                    | 07:01                | 07:04                | 07:10                     | 07:13                | 07:18                | 07:23                | 07:32                | R 17120              | 07:43                | 07:51                | 07:56                | 08:00                | 08:03                     | 08:09                | 08:12                | 08:16                | 08:20                | 08:28                | 08:32                | 09:51                | 10:52                |
| R 17127                                                      | 09:58                | 11:00                | 12:22                | 12:32                | 12:39                | →                    | 12:45                | 12:48                | 12:54                     | 12:57                | 13:02                | 13:07                | 13:16                | R 17128              | 14:44                | 14:52                | 14:56                | 15:01                | 15:04                     | 15:10                | 15:13                | →                    | 15:20                | 15:28                | 15:32                | 16:50                | 17:52                |
| R 17131                                                      | 13:57                | 14:59                | 16:24                | 16:34V               | →                    | →                    | 16:46                | 16:49                | 16:55                     | 16:58                | 17:03                | 17:08                | 17:17                | R 17130              | 17:43V               | 17:51                | 17:55                | 18:00                | 18:03                     | 18:09                | 18:12                | →                    | →                    | 18:26                | 18:30                | 19:50                | 20:53                |
| R 17135                                                      | 16:57                | 17:59                | 19:21                | 19:32                | 19:39                | 19:42                | 19:46                | 19:49                | 19:55                     | 19:58                | 20:03                | 20:08                | 20:17                | R 17134              | 20:44                | 20:52                | 20:56                | 21:01                | 21:04                     | 21:10                | 21:13                | →                    | 21:20                | 21:28T               | 21:28T               | 22:50                | 23:52                |
| Sábados y domingos                                           |                      |                      |                      |                      |                      |                      |                      |                      |                           |                      |                      |                      |                      |                      |                      |                      |                      |                      |                           |                      |                      |                      |                      |                      |                      |                      |                      |
| Cercedilla > Segovia                                         | Cercedilla > Segovia | Cercedilla > Segovia | Cercedilla > Segovia | Cercedilla > Segovia | Cercedilla > Segovia | Cercedilla > Segovia | Cercedilla > Segovia | Cercedilla > Segovia | Cercedilla > Segovia      | Cercedilla > Segovia | Cercedilla > Segovia | Cercedilla > Segovia | Cercedilla > Segovia | Segovia > Cercedilla | Segovia > Cercedilla | Segovia > Cercedilla | Segovia > Cercedilla | Segovia > Cercedilla | Segovia > Cercedilla      | Segovia > Cercedilla | Segovia > Cercedilla | Segovia > Cercedilla | Segovia > Cercedilla | Segovia > Cercedilla | Segovia > Cercedilla | Segovia > Cercedilla | Segovia > Cercedilla |
| Tren                                                         | Guadalajara          | Atocha               | Cercedilla           | Cercedilla           | Tablada              | Gudillos             | San Rafael           | El Espinar           | Los Ángeles de San Rafael | Otero Herreros       | Ortigosa del Monte   | Navas de Riofrío     | Segovia              | Tren                 | Segovia              | Navas de Riofrío     | Ortigosa del Monte   | Otero Herreros       | Los Ángeles de San Rafael | El Espinar           | San Rafael           | Gudillos             | Tablada              | Cercedilla           | Cercedilla           | Atocha               | Guadalajara          |
| Tren                                                         | Guadalajara          | Atocha               | Llegada              | Salida               | Tablada              | Gudillos             | San Rafael           | El Espinar           | Los Ángeles de San Rafael | Otero Herreros       | Ortigosa del Monte   | Navas de Riofrío     | Segovia              | Tren                 | Segovia              | Navas de Riofrío     | Ortigosa del Monte   | Otero Herreros       | Los Ángeles de San Rafael | El Espinar           | San Rafael           | Gudillos             | Tablada              | Llegada              | Salida               | Atocha               | Guadalajara          |
| R 17123                                                      | 07:27                | 08:29                | 09:44T               | 09:44T               | 09:53                | →                    | 09:59                | 10:02                | 10:08                     | 10:11                | 10:16                | 10:21                | 10:30                | R 17122              | 10:43                | 10:51                | 10:55                | 11:00                | 11:03                     | 11:09                | 11:12                | 11:16                | 11:20                | 11:28                | 11:32                | 12:52                | 13:54                |
| R 17125                                                      | 08:55                | 09:57                | 11:21                | 11:31                | →                    | →                    | 11:43                | 11:46                | 11:52                     | 11:55                | 12:00                | 12:05                | 12:14                | R 17124              | 12:45                | 12:53                | 12:57                | 13:02                | 13:05                     | 13:11                | 13:14                | →                    | →                    | 13:28                | 13:32                | 14:52                | 15:54                |
| R 17129                                                      | 10:56                | 11:58                | 13:22                | 13:32                | 13:39                | →                    | 13:45                | 13:48                | 13:54                     | 13:57                | 14:02                | 14:07                | 14:16                | R 17126              | 14:43                | 14:51                | 14:56                | 15:01                | 15:04                     | 15:10                | 15:13                | →                    | 15:20                | 15:28                | 15:31                | 16:53                | 17:55                |
| R 17133                                                      | 14:56                | 15:58                | 17:22                | 17:32                | →                    | →                    | 17:44                | 17:47                | 17:53                     | 17:56                | 18:01                | 18:06                | 18:15                | R 17132              | 18:45                | 18:53                | 18:57                | 19:02                | 19:05                     | 19:11                | 19:14                | →                    | →                    | 19:28                | 19:32                | 20:50                | 21:52                |
| R 17139                                                      | 17:56                | 18:58                | 20:21                | 20:31                | 20:38                | 20:41                | 20:45                | 20:48                | 20:54                     | 20:57                | 21:02                | 21:07                | 21:16                | R 17136              | 21:24                | 21:32                | 21:36                | 21:41                | 21:44                     | 21:50                | 21:53                | →                    | 22:00                | 22:08                | 22:32                | 23:50                | 00:52                |
| Notas: V Sólo circula los viernes T No se realiza transbordo |                      |                      |                      |                      |                      |                      |                      |                      |                           |                      |                      |                      |                      |                      |                      |                      |                      |                      |                           |                      |                      |                      |                      |                      |                      |                      |                      |